# Clarence Decatur Howe

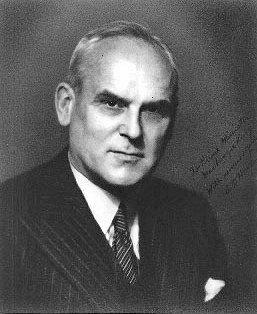
Foto van C.D. Howe (circa 1942)

Clarence Decatur "C.D." Howe, PC (Waltham (Massachusetts), 15 januari 1886 - Montreal, 31 december 1960) was een machtige Canadese minister, die lid was van de Liberale Partij. Howe diende in de periode 1935-1957 ononderbroken in de regeringen van de premiers William Lyon Mackenzie King en Louis Saint-Laurent. De transformatie van de Canadese economie van een landbouw-gebaseerde naar een industriële economie wordt voor een deel als zijn verdienste gezien.
- Bibsys: 4014590
- Bibliothèque nationale de France: cb12001689x (data)
- International Standard Name Identifier: 0000 0000 8570 0268
- Library of Congress Control Number: n81090005
- National Archives and Records Administration: 10570324
- Nationale Bibliotheek van Israël: 987007345288805171
- Nederlandse Thesaurus van Auteursnamen: 070561354
- SNAC: w6w40472
- Système universitaire de documentation: 028118626
- Virtual International Authority File: 35779218
- WorldCat: E39PBJvXf88ryr6wVtT4DDPqQq